# 公孫賈
公孫賈（こうそんか、生没年不詳）は中国戦国時代の秦国、孝公の時期の人で、孝公の太子駟の師傅（お守り役）であった。
紀元前358年に、商鞅の変法の改革令が発布されてから1年たった。秦の民で都へ上ってきて、新法が民衆に不便をもたらしたと訴えるものが多かった。こうした状況下で、太子も法を破った。商鞅は「法が守られないのは、上流階級のものが法を破るためである」として太子を罰しようとしたが、太子は君主の後嗣であり、処罰を加えることができなかった。そこで、太子の傅である公子虔処罰し、同じく師である公孫賈に顔に入れ墨を入れる黥刑を言い渡した。
すると、その翌日から、秦の人々は法をよく守るようになった。それから10年、道に落とし物があっても私しようとする者はなく、山中の盗賊もいなくなった。民の暮らしも良くなった。